# Az élet gyönyörű oldala
Az élet gyönyörű oldala (Sabor a ti) egy 2004-ben készített venezuelai telenovella, amelynek főszereplői Ana Karina Manco, Miguel de León és Astrid Carolina Herrera. A sorozat 153, egyenként 45 perces epizódból áll. Magyarországon a Zone Romantica csatorna sugározta 2005-ben.

## Történet
|  | Alább a cselekmény részletei következnek! |

Egy üzleti útról hazaérkezvén, a sikeres mérnök, Leonardo Lombardi rajtakapja imádott feleségét, Raizat legjobb barátjával a közös, hitvesi ágyban. A keserű élmény Leonardót, az egykor érzékeny, kedves és gáláns férfit ellenséges, bizalmatlan és nőgyűlölő emberré változtatja.
Miranda Valladres gyermekorvos szeretne lenni, ám kénytelen egyetemi tanulmányait félbeszakítani és munkát vállalni, hogy a nyomor szélére sodródott családját támogatni tudja. A családra kilakoltatás vár, a lakás tulajdonosa Leonardo, azonban tudja, hogy milyen helyzetben vannak Valladresék, ezért maga ajánlja fel Mirandának, hogy nevelőnőként viselje gondját két gyermekének és legyen társalkodója a velük élő nagypapának. Miranda elfogadja az ajánlatot.
Az idő múlásával Miranda élete egyre nehezebbé válik a Lombardi házban. Nehéz elviselnie a férfi keserűségét, még nehezebb a férfi rossz természetű sógornőjével kijönnie, de leginkább a házba visszatérő, ármánykodó Raiza okozza számára a legtöbb problémát, aki minden erejét Leonardo visszaszerzésére fordítja, s aki Mirandában veszélyes ellenfelet lát.
Miranda vigasza Salvador nagypapa és a két gyerek: Carlitos és Karina, s az a szerelem, amit Leonardo iránt érez. A férfi sem közömbös Miranda iránt: apránként felfedezi magában az elveszettnek hitt gyengédséget és bizalmat, s egyre inkább Mirandában találja meg azt az asszonyt, aki őt boldoggá teheti. A körülöttük dúló játszmák és intrikák miatt azonban egyikük sem meri kimutatni és felvállalni valódi érzéseit. Meglehetősen sok időnek kell eltelnie ahhoz, hogy a két ember szabadon szerethesse egymást, de a viszontagságok után történetük boldog véget ér…

## Szereplők
| - Ana Karina Manco – „Miranda Valladares” - Miguel de León – „Leonardo Lombardi” - Astrid Carolina Herrera – „Raiza Alarcón” - Guillermo Pérez – „Dario Antonetti” - Juan Carlos Vivas – „Federico Carvajal” - Gigi Zanchetta – „Sonia Fernández” - Rafael Romero – „José Pacheco "Cheo"” - Adrián Delgado – „Manolo Martínez” - Eduardo Luna – „Germán Estévez” - Eva Blanco – „Elba Montiel” - Julio Alcázar – „Raimundo Lombardi” - Sonia Villamizar – „Fabiana Alarcón"” - Reina Hinojosa – „Eloisa Lombardi” - Milena Santander" – „Chela” - Umberto Buonocuore – „Salvador Lombardi” |  | - Amilcar Rivero – „Gregory” - Verónica Ortiz – „Yajaira Martínez” - Reinaldo José Pérez – „Pedro García” - Betzabeth Duque – „Ginet” - Kassandra Topper – „Claudia” - Gioia Arismendi – „Purita” - Milena Torres – „Corina Martínez” - Chelo Rodríguez - Estelín Betancor - Judith Vásquez - José Oliva - Francisco Ferrari - José Luis Zuleta - Belén Peláez - Erika Schwarzgruber |